# Srbski Klanac
Srbski Klanac är ett bergspass i Kroatien.   Det ligger i länet Zadars län, i den södra delen av landet, 170 km söder om huvudstaden Zagreb. Srbski Klanac ligger 719 meter över havet.
Terrängen runt Srbski Klanac är kuperad. Runt Srbski Klanac är det mycket glesbefolkat, med 6 invånare per kvadratkilometer. Närmaste större samhälle är Gračac, 19,0 km väster om Srbski Klanac. I omgivningarna runt Srbski Klanac växer i huvudsak lövfällande lövskog. Passet går mellan topparna Panos och Miškovića Vrh.